# Ryskspråkiga Wikipedia
Ryskspråkiga Wikipedia (ryska: Русская Википедия, ibland förkortat РВП/Russkaja Vikipedija, RVP) är utgåvan av Wikipedia på ryska. Den startade i maj 2001 och hade i april 2010 cirka 540 000 artiklar. Mars 2014 hade den cirka 1,1 miljoner artiklar, och i oktober 2018 uppnåddes 1,5 miljoner artiklar. Den har för närvarande 2 042 150 artiklar.
Verksamheten i Ryssland har successivt allt fler statliga hinder, vilket förhindrat lokalt nätverkande. 2023 tvingades den relaterade stödorganisationen Wikimedia RU stoppa verksamheten.

## Historia

Ryskspråkiga Wikipedia är den mest besökta Wikipediaversionen i 11 av de före detta Sovjetrepublikerna.

| Logotyp för firandet av att 500 000 artiklar uppnåtts. |  | Logotyp för firandet av att 1 000 000 artiklar uppnåtts. |
| Logotyp för firandet av att 500 000 artiklar uppnåtts. |  | Logotyp för firandet av att 1 000 000 artiklar uppnåtts. |

### Bakgrund
Ryskspråkiga Wikipedia startade den 20 maj 2001 i den första omgången av icke-engelska Wikipediaversioner, tillsammans med upplagor i katalanska, kinesiska, nederländska, tyska, esperanto, franska, hebreiska, italienska, japanska, portugisiska, spanska och svenska. 
Den första redigeringen av den ryska Wikipedia skedde den 24 maj 2001, och bestod av meningen "Россия - великая страна" ("Ryssland är en stor nation").

### Utveckling och 2010-talet
Under lång tid var utvecklingen långsam (särskilt efter att några deltagare lämnade Wikipedia för WikiZnanie). På ett år, från februari 2005 till februari 2006, passerades dock nio utgåvor på andra språk.
Fram till början av 2010 växte uppslagsverket till en halv miljon artiklar. 2013 nåddes en miljon artiklar, och hösten 2018 uppnåddes 1,5 miljoner artiklar. Sedan 2012 läses ryskspråkiga Wikipedia i snitt drygt 800 miljoner gånger per månad, vilket är på samma nivå som Wikipediaversionerna på tyska, spanska och japanska (endast engelskspråkiga Wikipedia har fler läsare).
Under 2006, 2007, 2009 och 2010 vann ryska Wikipedia Runet Prizes Vetenskaps- och utbildning-kategori.
Den ryska upplagan av PC Magazine har varit i konflikt med ryskspråkiga Wikipedia sedan mitten av 2009. Flera artiklar kritiserar "byråkratisering", "sysop-tyranni" och "låg kvalitet" av artiklar i ryska Wikipedia publicerade i tidskriften. Konflikten slutade med att PC Magazine förbjöd citat i dess material från den ryska Wikipediaversionen.
Ryskspråkiga Wikipedias roll som oberoende medium hotades april 2014, efter att man beslutat att på kartor markera Krimhalvön som ett omstritt territorium (och inte som en fullt naturlig del av Ryssland). Detta föranledde den deputerade Anatolij Sidjakin att begära att den statliga massmediebyrån skulle gripa in. Samma byrå hade månaden före blockerat Internetåtkomsten för webbplatsen som tillhör radiokanalen Echo Moskvy samt nättidningarna Ej.ru, Grani.ru och Kasparov.ru. Man gjorde det med hänvisning till "Lugovoj-lagen" (införd 1 februari 2014), en lag riktad mot medier som manar till "oauktoriserade protester".
Hela ryskspråkiga Wikipedia var under några timmars tid den 26 augusti 2015 blockerad i Ryssland, på uppdrag av landets medienämnd Roskomnadzor. Det skedde efter att en artikel om en sorts cannabis innehållit vad som uppfattats som drogreklam. På grund av Wikipedias kryptering av innehållet kan inte enskilda sidor blockeras, utan hela Wikipedia gjordes onåbar. Blockeringen varade endast i några timmar och togs bort utan förklaring. Bedömare anser att Ryssland inte ville riskera en långvarig blockering av hela Wikipedia och den negativa uppmärksamhet det hade fört med sig.
November 2014 meddelade Kremls bibliotek att man planerade en "alternativ Wikipedia". Orsaken var att ryskspråkiga Wikipedia (trots över 1 miljon artiklar) "inte klarade av att leverera tillräckligt detaljerad information om regionen och landet". Nyheten kom i ett läge där Rysslands president Vladimir Putin kallat Internet ett av "CIA:s specialprojekt", populära ryska bloggar (sedan augusti) måste registreras centralt och myndigheterna (sedan februari) kan blockera webbplatser utan föregående domstolsbeslut. Ryssland hade tidigare inte startat något eget wikiuppslagsverk, till skillnad från Kina vars Baidu Baike och Baike.com numera är mångdubbelt större än kinesiskspråkiga Wikipedia.

### 2020-talet
Däremot planerades 2016 en digital version av Stora ryska encyklopedin, med direkt målsättning att bli "mer trovärdig" än Wikipedia. Detta projekt ledde till en digital lansering 2022, samma år som Ryssland genomförde sin fullskaliga invasion av Ukraina. Två år senare upphörde dock de statliga ryska finansieringen av projektet, samtidigt som den Kreml-vänliga Ruwiki – vid lanseringen helt baserad på material från RVP – lanserats. Grundaren av Ruwiki är Vladimir Medejko, tidigare anställd på Wikimedia RU; denna ryska stödorganisation tvangs på grund av statliga påtryckningar lägga ner verksamheten i slutet av 2023.

## Användning

### Statistik
Av antalet läsare och skribenter (räknat på antal sidvisningar respektive redigeringar) befann sig i början av 2014 knappt 70 procent i Ryssland. Näst flest läsare/skribenter befann sig då i Ukraina – cirka 16 procent av läsarna och knappt 12 procent av skribenterna.
| Sidvisningar och redigeringar 2014 (kvartal 1, siffror i procent) | Sidvisningar och redigeringar 2014 (kvartal 1, siffror i procent) | Sidvisningar och redigeringar 2014 (kvartal 1, siffror i procent) | Sidvisningar och redigeringar 2014 (kvartal 1, siffror i procent) |
| Land                                                              | Sidvisningar                                                      | Bidrag                                                            | Noter                                                             |
| ----------------------------------------------------------------- | ----------------------------------------------------------------- | ----------------------------------------------------------------- | ----------------------------------------------------------------- |
| Ryssland                                                          | 67,5                                                              | 69,9                                                              |                                                                   |
| Ukraina                                                           | 16,0                                                              | 11,8                                                              |                                                                   |
| Vitryssland                                                       | 3,7                                                               | 4,0                                                               |                                                                   |
| Kazakstan                                                         | 3,2                                                               | 3,3                                                               |                                                                   |
| Tyskland                                                          | 0,9                                                               | 1,3                                                               |                                                                   |
| Moldavien                                                         | 0,8                                                               |                                                                   |                                                                   |
| USA                                                               | 0,7                                                               | 0,7                                                               |                                                                   |
| Lettland                                                          | 0,6                                                               | 0,5                                                               |                                                                   |
| Israel                                                            | 0,5                                                               | 1,1                                                               |                                                                   |
| Azerbajdzjan                                                      | 0,5                                                               |                                                                   |                                                                   |
| Armenien                                                          | 0,5                                                               |                                                                   |                                                                   |
| Georgien                                                          |                                                                   | 0,6                                                               |                                                                   |
| Uzbekistan                                                        |                                                                   | 0,5                                                               |                                                                   |

### Politik
Svåra frågor löses genom skiljedomskommittén. Kommittén hanterar tvister, blockering av användare eller förbjuder vissa användare från att redigera artiklar gällande vissa frågor.
Administratörer väljs genom en omröstning. Minsta kvorum är ett deltagande av 30 väljare och att kandidaten ges ett stöd på 66% för att ansökan ska vara framgångsrik. Administratörer som har blivit inaktiva (det vill säga att de inte använt de administrativa verktygen, till exempel radera- eller blockera-knapparna, minst 25 gånger på sex månader) kan förlora sina privilegier genom ett beslut av skiljedomskommittén.

### Tillväxt
- 7 november 2002 – huvudsidan skapas
- 30 december 2004 – 10 000 artiklar
- 23 december 2005 – 50 000 artiklar
- 16 augusti 2006 – 100 000 artiklar
- 10 mars 2007 – 150 000 artiklar
- 4 september 2007 – 200 000 artiklar
- 17 mars 2008 – 250 000 artiklar
- 18 juli 2008 – 300 000 artiklar
- 22 januari 2009 – 350 000 artiklar
- 18 april 2009 – 380 000 artiklar
- 16 juni 2009 – 400 000 artiklar
- 25 februari 2010 – 500 000 artiklar
- 8 oktober 2010 – 600 000 artiklar
- 16 januari 2011 – 650 000 artiklar
- 11 maj 2013 – 1 000 000 artiklar
- 1 oktober 2018 – 1 500 000 artiklar[15]